# Breaking the Girl
Breaking the Girl è una ballata dei Red Hot Chili Peppers, estratta come singolo dal loro quinto album in studio, Blood Sugar Sex Magik (1991).

## Descrizione
Pubblicata come singolo nel 1992, parla della difficile relazione tra il cantante Anthony Kiedis e la sua fidanzata di allora Carmen Hawk, e della loro rottura subito prima delle registrazioni per Blood Sugar Sex Magik. Il bridge della canzone si avvale di percussioni insolite, ottenute da rottami raccolti in un robivecchi da Chad Smith, Anthony e Flea. Nel brano è usato anche il mellotron, basato su giri di flauto.
"Breaking the Girl" fa parte anche della loro raccolta Greatest Hits, anche se il suo video non fa parte del DVD.

## Video musicale
Il video musicale uscì nel 1992 e fu diretto da Stéphane Sednaoui, che aveva già lavorato a quello per "Give It Away". Sono usati molti colori vibranti, e sfondi e costume cambiano costantemente. Gli stessi Chili Peppers adottano apparizioni e comportamenti surreali, con Anthony truccato da principessa Leila. Il video per "Breaking the Girl" è uno dei pochi con il chitarrista Arik Marshall (sostituto temporaneo di John Frusciante, apparso anche nel clip di "If You Have to Ask"), che però non aveva suonato la traccia in sala di registrazione. C'è anche un cameo dell'attore River Phoenix, amico di vecchia data del gruppo.

## Cover
Nel 2005 la canzone è stata reinterpretata dal duo britannico Turin Brakes, su The Red Moon EP.

## Tracce
CD1 (1991)
1. "Breaking The Girl (Edit)"
2. "Fela's Cock (Previously Unreleased)"
3. "Suck My Kiss (Live)"
4. "I Could Have Lied (Live)"

CD2 (1991)
1. "Breaking The Girl (Edit)"
2. "Suck My Kiss (Live)"
3. "I Could Have Lied (Live)"

CD3 (1992)
1. "Breaking The Girl (Edit)"
2. "Fela's Cock (Previously Unreleased)"
3. "Suck My Kiss (Live)"
4. "I Could Have Lied (Live)"

7" (1992)
1. "Breaking The Girl (Edit)"
2. "Fela's Cock (Unreleased)"

12" (1992)
1. "Breaking The Girl (Edit)"
2. "Fela's Cock (Previously Unreleased)"
3. "Suck My Kiss (Live)"
4. "I Could Have Lied (Live)"

## Formazione
Gruppo
- Anthony Kiedis - voce, percussioni
- John Frusciante - chitarra acustica e elettrica, cori, percussioni
- Flea - basso, percussioni
- Chad Smith - batteria, percussioni

Altri musicisti
- Brendan O'Brien – mellotron